# بدفورد سی‌ای

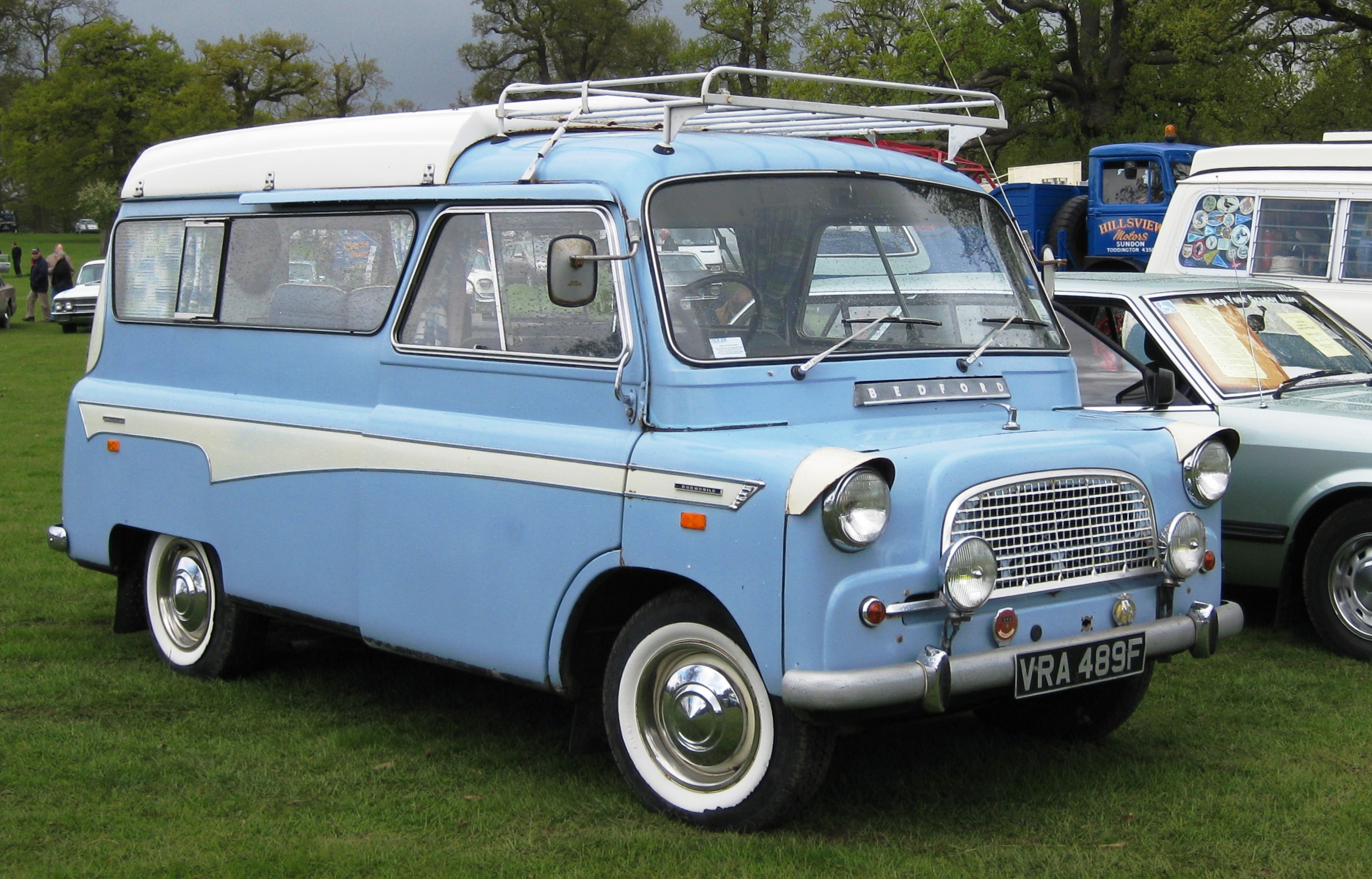

بدفورد سی‌ای (Bedford CA) خودرویی است که در سال‌های ۱۹۵۲ تا ۱۹۶۹در بریتانیا تولید شده‌است. طراحی آن موتور جلو و توزیع نیروی پیشران بوده است. سیستم جعبه‌دندهٔ آن ۴ دنده به صورت دستی است.